# ابراهیم (شهرستان ایلیشفسکی، باشقیرستان)
ابراهیم (انگلیسی: Ibragim, Ilishevsky District, Republic of Bashkortostan) یک شهرک در شهرستان ایلیشفسکی استان باشقیرستان کشور روسیه است.